# Свердликово (Кировоградская область)
Све́рдликово (укр. Свердликове) — село в Новоархангельской поселковой общине Голованевского района Кировоградской области Украины.
До 2020 года входило в Новоархангельский район.
Население по переписи 2001 года составляло 858 человек. Почтовый индекс — 26113. Телефонный код — 5255. Код КОАТУУ — 3523685601.